# First Comes the Night
First Comes the Night è il dodicesimo album in studio del musicista statunitense Chris Isaak, pubblicato nel 2015.

## Tracce
Testi e musiche di Chris Isaak eccetto dove indicato.
1. First Comes the Night – 4:18 (Chris Isaak, Scott Plunkett, Rowland Salley)
2. Please Don't Call – 5:18 (Natalie Hemby, Chris Isaak)
3. Perfect Lover – 3:33
4. Down in Flames – 2:54 (Chris Isaak, Gordie Sampson, Caitlyn Smith)
5. Reverie – 3:56 (Michelle Branch, Natalie Hemby, Chris Isaak)
6. Baby, What You Want Me to Do? – 3:00
7. Kiss Me Like a Stranger – 3:22 (Chris Isaak, James Slater)
8. Dry Your Eyes – 4:32
9. Don't Break My Heart – 2:33
10. Running Down the Road – 2:40
11. Insects – 2:53
12. The Way Things Really Are – 2:38

Tracce Bonus Edizione Deluxe
1. Some Days Are Harder Than the Rest (Deluxe Edition) – 4:04
2. Keep Hanging On (Deluxe Edition) – 2:21
3. Every Night I Miss You More (Deluxe Edition) – 1:48
4. The Girl That Broke My Heart (Deluxe Edition) – 2:59
5. Love the Way You Kiss Me (Deluxe Edition) – 2:15